# Ciudad fronteriza

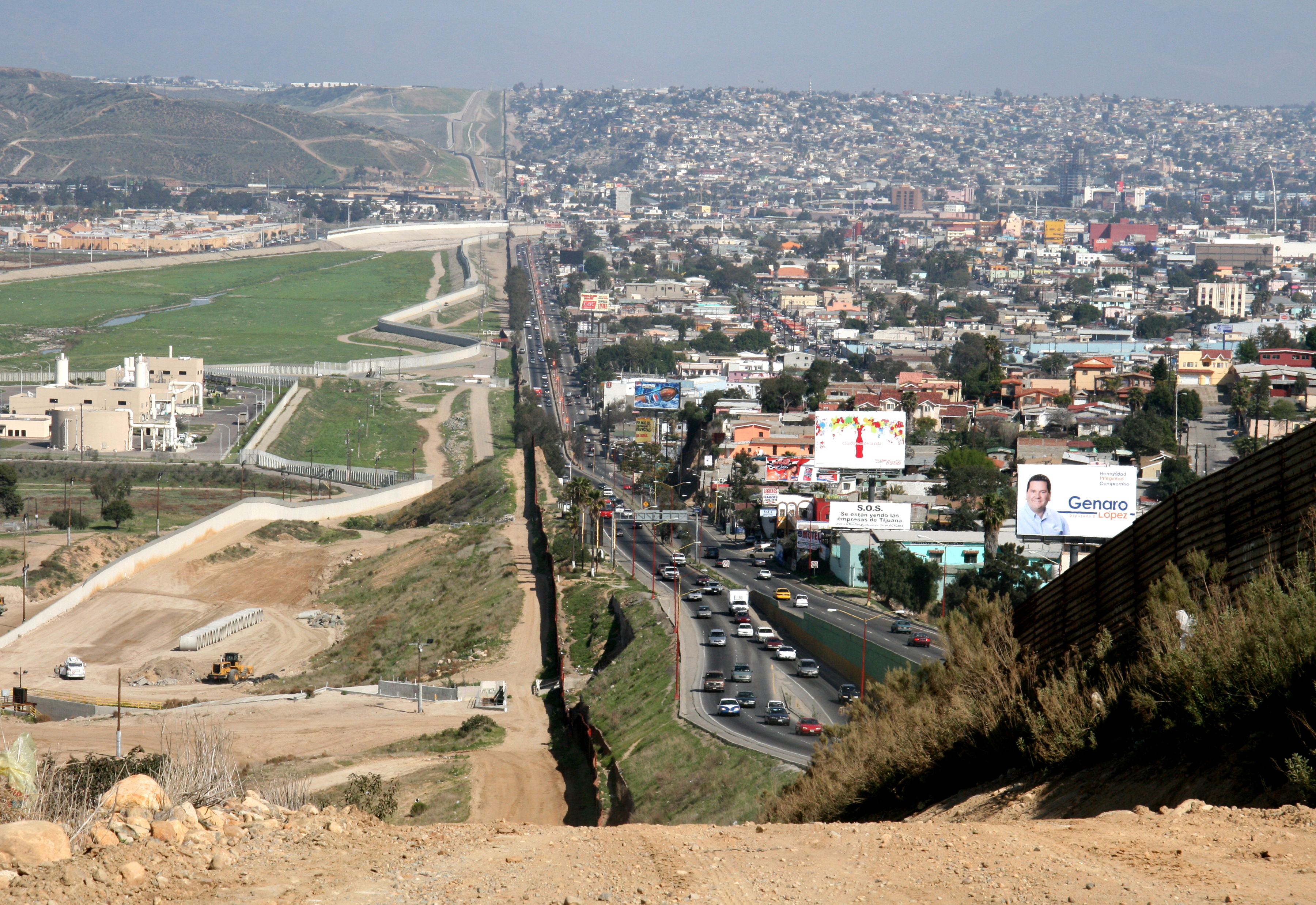
Tijuana (a la derecha), ciudad en la frontera entre Estados Unidos y México. San Diego (a la izquierda).

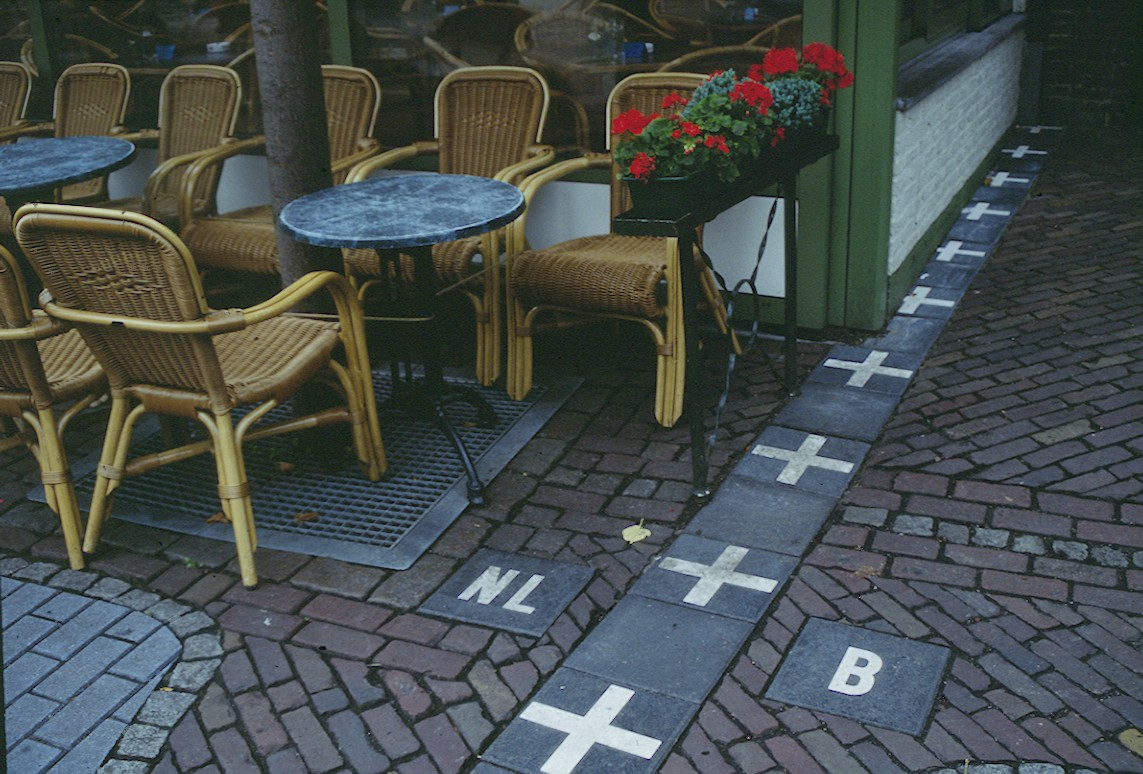
La frontera en las ciudades de Baarle-Nassau y Baarle-Hertog, correspondientes a Países Bajos («NL») y Bélgica («B»).

Una ciudad fronteriza es una localidad o ciudad cercana a la frontera entre dos países, estados, o regiones. Normalmente el término implica que la cercanía a la frontera es una de las cosas por las que el lugar es más conocido.
Debido a su proximidad a un país diferente, puede haber influencia de tradiciones y cultura exóticas en el lugar, pudiendo crearse distintas manifestaciones de sincretismo cultural. Las ciudades fronterizas pueden tener comunidades altamente cosmopolitas, una característica que comparten con ciudades portuarias, debido a los constantes viajes y comercio que pasan por la ciudad. También pueden ser puntos en que se generen conflictos internacionales, especialmente cuando los dos países tienen disputas territoriales. Por otro lado, la proximidad geográfica entre dos aglomeraciones urbanas favorece el comercio fronterizo, dependiendo la legislación que tenga cada país en relación con este tema, así como también la libertad de viaje de los ciudadanos. 

## Localidades fronterizas
- Datos: Q902814
- Multimedia: Populated places coinciding a state or national border / Q902814